# Provinz Lauricocha

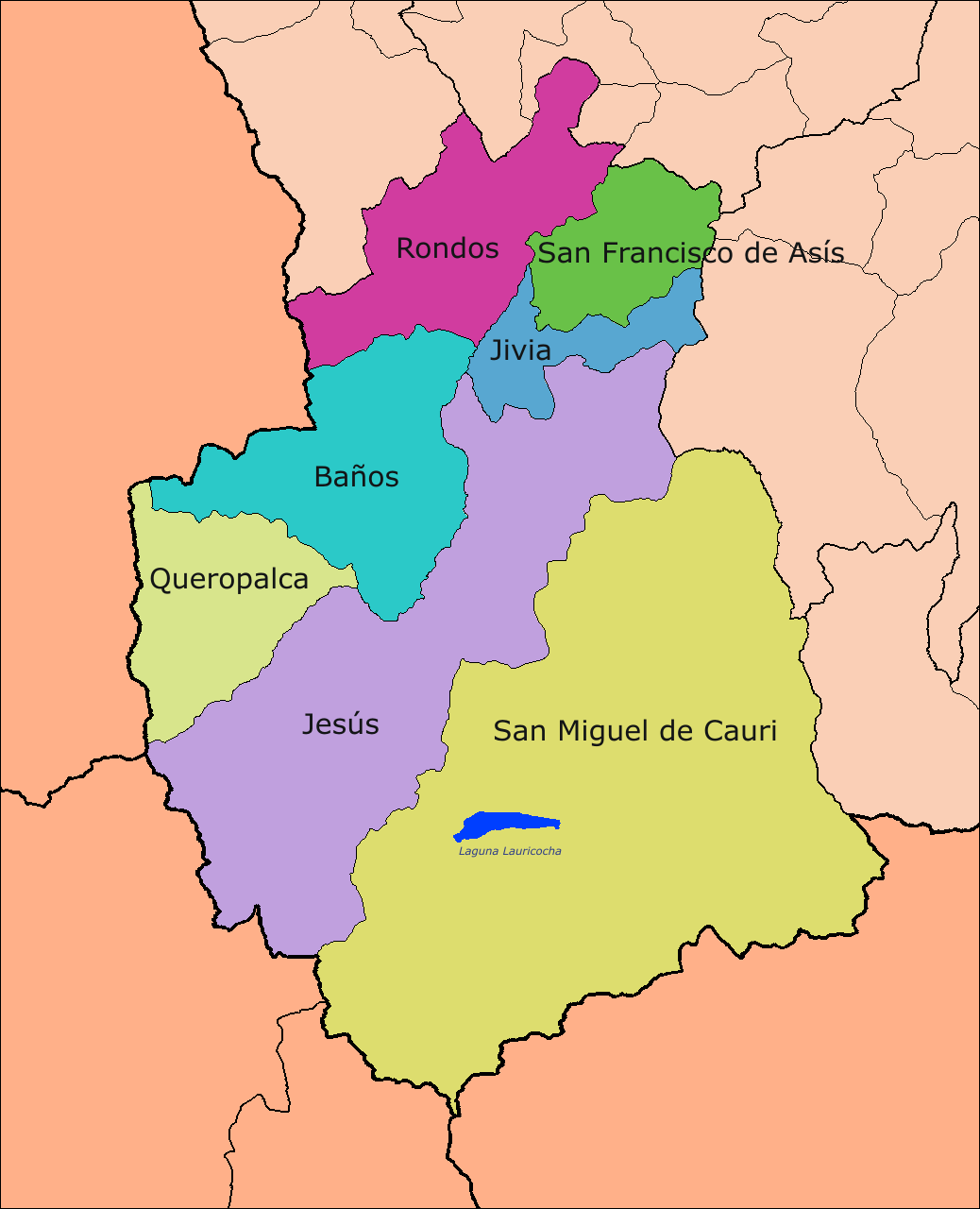
Lage der Distrikte

Die Provinz Lauricocha ist eine Provinz im zentralen Anden-Hochland von Peru. Sie ist eine von elf Provinzen der Verwaltungsregion Huánuco. Die Provinz umfasst eine Gesamtfläche von 1880 km². Die Einwohnerzahl lag 2017 bei 19.956. Verwaltungssitz ist die Kleinstadt Jesús.

## Geographische Lage
Die Provinz Lauricocha erstreckt sich über das Quellgebiet des Río Marañón, linker Quellfluss des Amazonas. Dessen beide Quellflüsse Río Nupe im Westen und Río Lauricocha im Osten und Süden entwässern das Areal. Im Westen erhebt sich die Cordillera Huayhuash, ein vergletscherter Abschnitt der peruanischen Westkordillere. Im Osten erhebt sich die peruanische Zentralkordillere, die die Wasserscheide zum weiter östlich verlaufenden Río Huallaga bildet.
Die Provinz Lauricocha grenzt innerhalb der Region Huánuco im Norden an die Provinzen Dos de Mayo und die Yarowilca sowie im Osten an die Provinzen Huánuco und Ambo. Im Süden liegt die Verwaltungsregion Pasco, im Westen die Verwaltungsregionen Lima und Ancash.

## Verwaltungsgliederung
Die Provinz Lauricocha gliedert sich in sieben Distrikte. Der Distrikt Jesús ist Sitz der Provinzverwaltung.
| Distrikt              | Verwaltungssitz |
| --------------------- | --------------- |
| Baños                 | Baños           |
| Jesús                 | Jesús           |
| Jivia                 | Jivia           |
| Queropalca            | Queropalca      |
| Rondos                | Rondos          |
| San Francisco de Asís | Huarín          |
| San Miguel de Cauri   | Cauri           |